# Marek Koterski
Marek Koterski (* 3. června 1942 Krakov) je polský režisér, spisovatel a herec.
Vystudoval filologii na Vratislavské univerzitě a režii na Lodžské filmové škole. Působil jako divadelní režisér v experimentálních souborech Sylaba a Teatr Otwartej Sceny. Natočil řadu dokumentárních filmů, např. Dziwny świat Thomasa Puckeya (o anglickém performerovi Thomu Puckeyovi) a Na to wszystko trzeba popatrzeć z tej drugiej, pogodniejszej strony (portrét herce Romana Kłosowského). Hrál menší role ve filmech Uciec jak najbliżej (režie Janusz Zaorski) a Olśnienie (režie Jan Budkiewicz).
V roce 1984 režíroval svůj první hraný film, psychologickou tragikomedii Dom wariatów (Blázinec). Auteurskými filmy Marka Koterského prochází částečně autobiografický hlavní hrdina, deklasovaný intelektuál Adaś Miauczyński, neurotik a misantrop sarkasticky glosující okolní dění. Jeho představiteli byli Marek Kondrat, Cezary Pazura a Adam Woronowicz. 
Filmy jsou postaveny na dialozích, v nichž se hovorový až vulgární jazyk prolíná s filozofickými úvahami. Ve svém provokativním zobrazení polské mentality Koterski navazuje na Witkiewicze a Gombrowicze. Inspiruje se rovněž proudem nazývaným kino morálního neklidu, avšak společenskou kritiku podává se silnou sebeironií. Pro využívání banality, ošklivosti a kýče k výpovědi o současném světě bývá také srovnáván s Pedrem Almodóvarem.
Marek Koterski napsal scénář ke všem svým filmům, k filmu 7 citů také složil hudbu. Je rovněž autorem divadelní hry Nienawidzę a fejetonů pro časopis Kino. Třikrát získal Zlatého lva na Festivalu polských hraných filmů v Gdyni (za Den cvoka, Wszyscy jesteśmy Chrystusami a 7 citů) a v roce 2007 cenu Złota Kaczka za nejlepší vtip v polském filmu za posledních padesát let. V roce 2014 mu byla udělena medaile Gloria Artis.
Jeho synem je herec Michał Koterski.

## Filmografie
- 1984 Dom wariatów
- 1986 Życie wewnętrzne
- 1989 Porno
- 1995 Nic směšného
- 1999 Ajlawju
- 2002 Den cvoka
- 2006 Wszyscy jesteśmy Chrystusami
- 2011 Ženský jsou jiný
- 2018 7 citů
- 2020 Nie lubię pana, panie Fellini